# Пам'ятники Старобільська
Пам'ятники Старобільська — об'єкти монументального мистецтва, встановлені у різні роки, що розташовані на території міста Старобільськ Луганської області.
| Назва                                                       | Дата встановлення | Розташування                                                          | Фото | Короткі відомості |
| Військовий меморіал                                         |                   | Старобільський міський парк культури та відпочинку                    |      | Військовий меморіал воїнам, які загинули в боях за Старобільськ у Другій світовій війні.                                                                     |
| Воїнам-залізничникам                                        |                   | Залізнична станція «Старобільськ»                                     |      | Пам'ятник воїнам-залізничникам, які загинули в боях за Старобільськ у Другій світовій війні.                                                                 |
| Жертвам Чорнобиля                                           | 1999 рік          | У колишньому студентському сквері.                                    |      | Пам'ятник жертвам Чорнобиля. |
| Обеліск комсомольської слави                                |                   | Старобільський міський парк культури та відпочинку                    |      | Обеліск комсомольської слави. |
| Пам'ятний знак Першому Старобільському партизанському полку |                   | На вході до Старобільського міського парку культури та відпочинку.    |      | На честь першого Старобільського партизанського полку. |
| Військовий меморіал                                         |                   | Старобільський міський парк культури та відпочинку                    |      | Військовий меморіал воїнам, які загинули в боях за Старобільськ у Другій світовій війні.                                                                     |
| Вороб'янінову Кісє                                          | 2000 рік          | Алея біля центральної площі.                                          |      | Пам'ятник герою відомого твору Іллі Ільфа та Євгена Петрова Дванадцять стільців.                                                                             |
| Гаршину Вселоводу                                           | 1969 рік          | У колишньому студентському сквері.                                    |      | Пам'ятник російському письменнику Вселоводу Гаршину. |
| Леніну Володимиру                                           |                   | Центральна алея Старобільського міського парку культури та відпочинку |      | Пам'ятник російському та радянскому партійному функціонеру Володимиру Леніну.                                                                                |
| Остапу Бендеру та безпритульному                            |                   | У колишньому студентському сквері.                                    |      | Пам'ятник уривку відомого твору Іллі Ільфа та Євгена Петрова Дванадцять стільців, коли безпритульний хлопчик просить у головного героя Остапа Бендера гроші. |
| Панфілову Федору                                            |                   | Вулиця Центральна в районі автостанції.                               |      | Пам'ятник радянському партфункціонеру Федору Панфілову, який організовував встановлення радянської влади на Старобільщині.                                   |
| Шевченку Тарасу                                             |                   | Центральна площа біля Старобільського районного Будинку культури      |      | Пам'ятник українському письменнику Тарасу Шевченко. |